# بیژن‌آباد (بیرجند)
بیژن‌آباد یک منطقهٔ مسکونی در ایران است که در دهستان باقران واقع شده‌است. براساس سرشماری مرکز آمار ایران در سال ۱۳۹۵، بیژن‌آباد ۶۱ نفر جمعیت دارد.